# Palaeoagraecia ascenda
Palaeoagraecia ascenda är en insektsart som beskrevs av Sigfrid Ingrisch 1998. Palaeoagraecia ascenda ingår i släktet Palaeoagraecia och familjen vårtbitare. Inga underarter finns listade i Catalogue of Life.